# Politique dans la Gironde
Le département français de la Gironde est un département créé le 4 mars 1790 en application de la loi du 22 décembre 1789, à partir des anciennes provinces de Guyenne et de Gascogne. Les 535 actuelles communes, dont presque toutes sont regroupées en intercommunalités, sont organisées en 33 cantons permettant d'élire les conseillers départementaux. La représentation dans les instances régionales est quant à elle assurée par 48 conseillers régionaux. Le département est également découpé en 12 circonscriptions législatives, et est représenté au niveau national par douze députés et six sénateurs. 

## Représentation politique et administrative

### Préfets et arrondissements

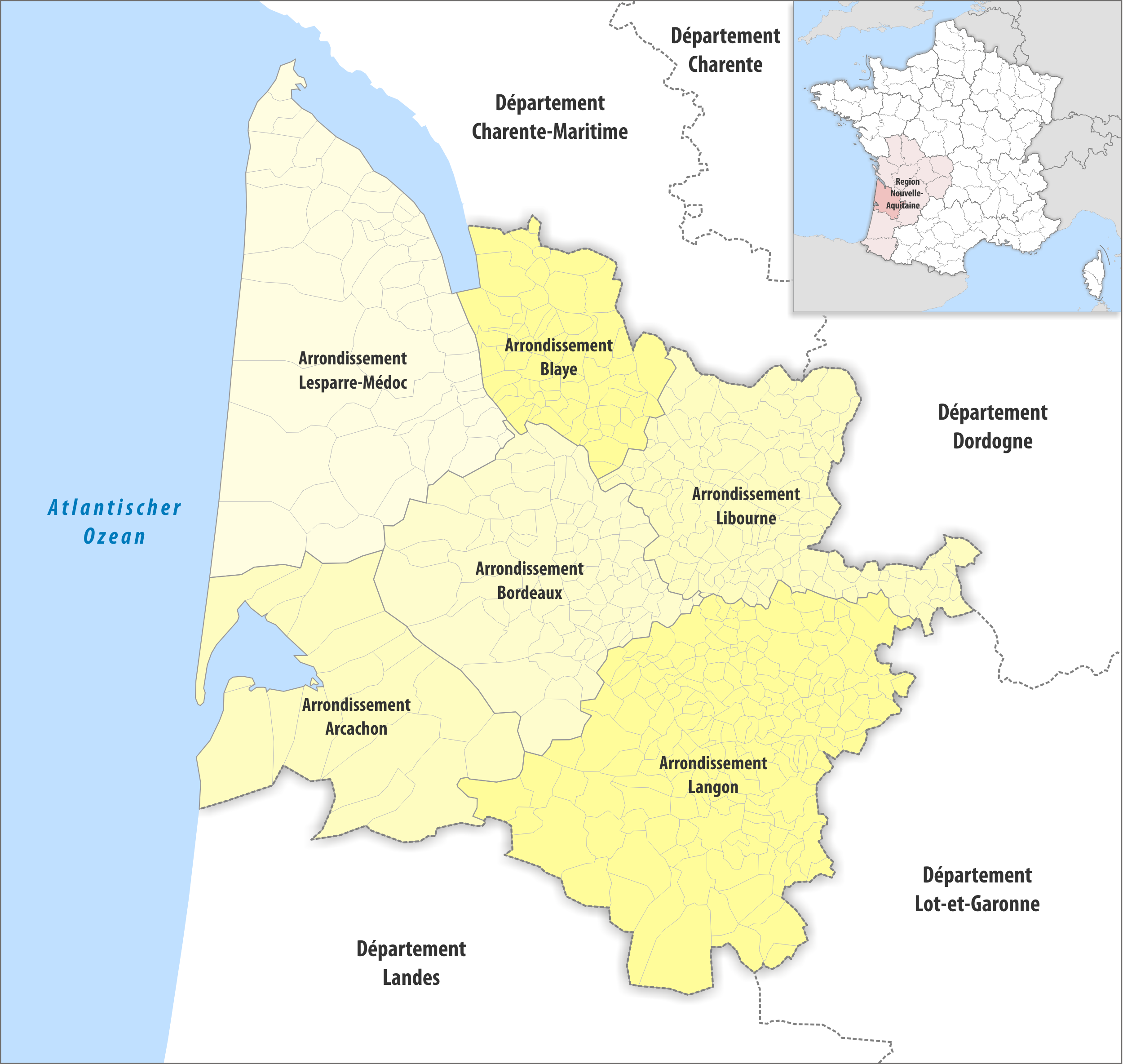
Arrondissements

La préfecture de la Gironde est localisée à Bordeaux. Le département possède en outre deux sous-préfectures à Arcachon, Blaye, Langon, Lesparre-Médoc et Libourne. Jusqu'en 1926, une sous-préfecture supplémentaire était située à La Réole.

### Députés et circonscriptions législatives

Circonscriptions et affiliations à l'issue des élections de 2024.

| Circ. | Nom                     |  | Parti | Groupe                      | Suppléant              |
| ----- | ----------------------- |  | ----- | --------------------------- | ---------------------- |
| 1re   | Thomas Cazenave         |  | RE    | Ensemble pour la République | Alexandra Martin       |
| 2e    | Nicolas Thierry         |  | LÉ    | Écologiste et social        | Florence Guéry         |
| 3e    | Loïc Prud'homme         |  | LFI   | La France insoumise         | Marlène Tchikaya       |
| 4e    | Alain David             |  | PS    | Socialistes et apparentés   | Nordine Guendez        |
| 5e    | Pascale Got             |  | PS    | Socialistes et apparentés   | Véronique Ferreira     |
| 6e    | Marie Récalde           |  | PS    | Socialistes et apparentés   | Stéphane Delpeyrat     |
| 7e    | Sébastien Saint-Pasteur |  | PS    | Socialistes et apparentés   | Marie-Laure Cuvelier   |
| 8e    | Sophie Panonacle        |  | RE    | Ensemble pour la République | Loïc Ballongue         |
| 9e    | Sophie Mette            |  | MoDem | Les Démocrates              | Francis Gazeau         |
| 10e   | Florent Boudié          |  | RE    | Ensemble pour la République | Marie-Sophie Bernadeau |
| 11e   | Edwige Diaz             |  | RN    | Rassemblement national      | Christine Dumas        |
| 12e   | Mathilde Feld           |  | LFI   | La France insoumise         | Lionel Chollon         |

### Sénateurs
| Nom                |  | Parti | Groupe                                        | Autres mandats (passés ou actuels) |
| ------------------ |  | ----- | --------------------------------------------- | ---------------------------------- |
| Laurence Harribey  |  | PS    | Socialiste, écologiste et républicain         |                                    |
| Hervé Gillé        |  | PS    | Socialiste, écologiste et républicain         |                                    |
| Nathalie Delattre  |  | PRV   | Rassemblement démocratique et social européen |                                    |
| Alain Cazabonne    |  | MoDem | Union centriste                               |                                    |
| Monique de Marco   |  | LÉ    | Écologiste - Solidarité et territoires        |                                    |
| Florence Lassarade |  | LR    | Les Républicains                              |                                    |

### Conseillers départementaux

Cantons et affiliations à l'issue des élections de 2021.

| Canton                     | Conseiller Sortant      | Parti | Parti | Conseiller élu          | Parti | Parti |
| -------------------------- | ----------------------- | ----- | ----- | ----------------------- | ----- | ----- |
| Andernos-les-Bains         | Marie Larrue            |       | DVD   | Marie Larrue            |       | DVD   |
| Andernos-les-Bains         | Jean-Guy Perrière       |       | DVD   | Philippe de Gonneville  |       | DVD   |
| Bordeaux-1                 | Clara Azevedo           |       | PS    | Wiame Benyachou         |       | DVG   |
| Bordeaux-1                 | Matthieu Rouveyre       |       | PS    | Romain Dostes           |       | EÉLV  |
| Bordeaux-2                 | Gérald Carmona          |       | LR    | Michel Dufranc          |       | Agir  |
| Bordeaux-2                 | Laurence Dessertine     |       | Agir  | Laurence Dessertine     |       | Agir  |
| Bordeaux-3                 | Géraldine Amouroux      |       | LR    | Géraldine Amouroux      |       | LR    |
| Bordeaux-3                 | Pierre Lothaire         |       | LR    | Gérald Carmona          |       | LR    |
| Bordeaux-4                 | Philippe Dorthe         |       | PS    | Vincent Maurin          |       | PCF   |
| Bordeaux-4                 | Corinne Guillemot       |       | PS    | Véronique Seyral        |       | PS    |
| Bordeaux-5                 | Anne Groussin           |       | PS    | Ève Demange             |       | EÉLV  |
| Bordeaux-5                 | Jacques Respaud         |       | PS    | Mathieu Mangin          |       | PS    |
| Le Bouscat                 | Fabienne Dumas          |       | DVD   | Fabienne Dumas          |       | DVD   |
| Le Bouscat                 | Dominique Vincent       |       | LR    | Dominique Vincent       |       | LR    |
| La Brède                   | Bernard Fath            |       | PS    | Bernard Fath            |       | PS    |
| La Brède                   | Corinne Martinez        |       | PS    | Corinne Martinez        |       | PS    |
| Cenon                      | Nathalie Lacuey         |       | PS    | Nathalie Lacuey         |       | PS    |
| Cenon                      | Jean-Jacques Puyobrau   |       | PS    | Jean-François Egron     |       | PS    |
| Les Coteaux de Dordogne    | Jacques Breillat        |       | LR    | Jacques Breillat        |       | LR    |
| Les Coteaux de Dordogne    | Liliane Poivert         |       | LR    | Liliane Poivert         |       | LR    |
| Créon                      | Jean-Marie Darmian      |       | PS    | Céline Goeury           |       | DVG   |
| Créon                      | Anne-Laure Fabre-Nader  |       | EÉLV  | Christophe Viandon      |       | DVG   |
| L'Entre-Deux-Mers          | Marie-Claude Agullana   |       | PS    | Marie-Claude Agullana   |       | PS    |
| L'Entre-Deux-Mers          | Guy Moreno              |       | PS    | Nicolas Tarbes          |       | DVG   |
| L'Estuaire                 | Valérie Ducout          |       | DVD   | Louis Cavaleiro         |       | PP    |
| L'Estuaire                 | Xavier Loriaud          |       | MoDem | Valérie Guinaudie       |       | PS    |
| Gujan-Mestras              | Jacques Chauvet         |       | DVD   | Karine Desmoulin        |       | PS    |
| Gujan-Mestras              | Carole Veillard         |       | DVD   | Cédric Pain             |       | PS    |
| Les Landes des Graves      | Hervé Gillé             |       | PS    | Hervé Gillé             |       | PS    |
| Les Landes des Graves      | Sophie Piquemal         |       | PS    | Sophie Piquemal         |       | PS    |
| Le Libournais-Fronsadais   | Jean-Henri Galand       |       | PS    | Jean-Henri Galand       |       | PS    |
| Le Libournais-Fronsadais   | Isabelle Hardy          |       | PS    | Agnès Séjournet         |       | EÉLV  |
| Lormont                    | Marie Jeanne Farcy      |       | PS    | Martine Couturier       |       | EÉLV  |
| Lormont                    | Jean Touzeau            |       | PS    | Philippe Quertinmont    |       | PS    |
| Mérignac-1                 | Alain Charrier          |       | PS    | Alain Charrier          |       | PS    |
| Mérignac-1                 | Carole Guère            |       | PS    | Carole Guère            |       | PS    |
| Mérignac-2                 | Arnaud Arfeuille        |       | PS    | Arnaud Arfeuille        |       | PS    |
| Mérignac-2                 | Cécile Saint Marc       |       | PS    | Marie Récalde           |       | PS    |
| Le Nord-Gironde            | Célia Monseigne         |       | PS    | Célia Monseigne         |       | PS    |
| Le Nord-Gironde            | Alain Renard            |       | PS    | Florian Dumas           |       | PS    |
| Le Nord-Libournais         | Michelle Lacoste        |       | PS    | Michelle Lacoste        |       | PS    |
| Le Nord-Libournais         | Alain Marois            |       | PS    | Sébastien Laborde       |       | PCF   |
| Le Nord-Médoc              | Sonia Colemyn           |       | LMR   | Stéphane Le Bot         |       | PCF   |
| Le Nord-Médoc              | Grégoire de Fournas     |       | RN    | Michelle Saintout       |       | PS    |
| Pessac-1                   | Pierre Ducout           |       | PS    | Laure Curvale           |       | EÉLV  |
| Pessac-1                   | Édith Moncoucut         |       | PS    | Bernard Garrigou        |       | PS    |
| Pessac-2                   | Laure Curvale           |       | EÉLV  | Agnès Destriau          |       | EÉLV  |
| Pessac-2                   | Sébastien Saint-Pasteur |       | PS    | Sébastien Saint-Pasteur |       | PS    |
| Les Portes du Médoc        | Christine Bost          |       | PS    | Christine Bost          |       | PS    |
| Les Portes du Médoc        | Stéphane Saubusse       |       | G.s   | Philippe Ducamp         |       | DVG   |
| La Presqu'île              | Valérie Drouhaut        |       | DVD   | Valérie Drouhaut        |       | DVD   |
| La Presqu'île              | Hubert Laporte          |       | UDI   | Hubert Laporte          |       | UDI   |
| Le Réolais et des Bastides | Bernard Castagnet       |       | PS    | Daniel Barbe            |       | PS    |
| Le Réolais et des Bastides | Christelle Guionie      |       | PS    | Christelle Guionie      |       | PS    |
| Saint-Médard-en-Jalles     | Jacques Mangon          |       | MoDem | Jacques Mangon          |       | MoDem |
| Saint-Médard-en-Jalles     | Agnès Versepuy          |       | UDI   | Agnès Versepuy          |       | UDI   |
| Le Sud-Gironde             | Isabelle Dexpert        |       | PS    | Isabelle Dexpert        |       | PS    |
| Le Sud-Gironde             | Jean-Luc Gleyze         |       | PS    | Jean-Luc Gleyze         |       | PS    |
| Le Sud-Médoc               | Dominique Fedieu        |       | PS    | Dominique Fedieu        |       | PS    |
| Le Sud-Médoc               | Pascale Got             |       | PS    | Pascale Got             |       | PS    |
| Talence                    | Arnaud Dellu            |       | PS    | Bruno Beziade           |       | EÉLV  |
| Talence                    | Denise Greslard-Nédélec |       | PS    | Maud Dumont             |       | EÉLV  |
| La Teste-de-Buch           | Jean-Jacques Éroles     |       | LR    | May Antoun              |       | DVD   |
| La Teste-de-Buch           | Yvette Maupilé          |       | LR    | Patrick Davet           |       | LR    |
| Villenave-d'Ornon          | Martine Jardiné         |       | PS    | Martine Jardiné         |       | PS    |
| Villenave-d'Ornon          | Jacques Raynaud         |       | PS    | Jacques Raynaud         |       | PS    |

### Conseillers régionaux
Présidence : Alain Rousset (Gironde)
|            | Parti | Siège |
| ---------- | ----- | ----- |
| Majorité   |       |       |
|            | PS    | 18    |
|            | DVG   | 4     |
|            | PCF   | 2     |
|            | PRG   | 1     |
|            | PP    | 1     |
| Opposition |       |       |
|            | RN    | 8     |
|            | LR    | 5     |
|            | EELV  | 3     |
|            | GE    | 1     |
|            | ECO   | 1     |
|            | LREM  | 1     |
|            | TdP   | 1     |
|            | MoDem | 1     |
|            | PRV   | 1     |

### Maires

Carte des 535 communes de la Gironde au 1er janvier 2022.

| Commune                | Maire                    |  | Parti | Élection | Population |
| ---------------------- | ------------------------ |  | ----- | -------- | ---------- |
| Ambarès-et-Lagrave     | Nordine Guendez          |  | PS    | 2020     | 17 298     |
| Andernos-les-Bains     | Jean-Yves Rosazza        |  | DVD   | 2014     | 12 614     |
| Arcachon               | Yves Foulon              |  | LR    | 2001     | 10 895     |
| Bègles                 | Clément Rossignol-Puech  |  | LÉ    | 2017     | 30 968     |
| Biganos                | Bruno Lafon              |  | SE    | 2008     | 11 303     |
| Blanquefort            | Véronique Ferreira       |  | PS    | 2012     | 16 786     |
| Bordeaux               | Pierre Hurmic            |  | LÉ    | 2020     | 265 328    |
| Le Bouscat             | Patrick Bobet            |  | LR    | 2001     | 24 262     |
| Bruges                 | Brigitte Terraza         |  | DVG   | 2010     | 20 382     |
| Cenon                  | Jean-François Egron      |  | PS    | 2017     | 26 784     |
| Cestas                 | Pierre Ducout            |  | PS    | 1972     | 16 757     |
| Eysines                | Christine Bost           |  | PS    | 2008     | 24 436     |
| Floirac                | Jean-Jacques Puyobrau    |  | PS    | 2013     | 17 939     |
| Gradignan              | Michel Labardin          |  | DVD   | 2003     | 26 186     |
| Gujan-Mestras          | Marie-Hélène des Esgaulx |  | DVD   | 2006     | 22 643     |
| Le Haillan             | Andréa Kiss              |  | G·s   | 2014     | 11 499     |
| Léognan                | Laurent Barban           |  | PS    | 2016     | 10 723     |
| Libourne               | Philippe Buisson         |  | PS    | 2011     | 24 668     |
| Lormont                | Jean Touzeau             |  | PS    | 1995     | 24 654     |
| Mérignac               | Alain Anziani            |  | PS    | 2014     | 77 136     |
| Mios                   | Cédric Pain              |  | PS    | 2014     | 11 756     |
| Parempuyre             | Béatrice de François     |  | PS    | 2008     | 10 407     |
| Pessac                 | Franck Raynal            |  | HOR   | 2014     | 66 874     |
| Saint-André-de-Cubzac  | Célia Monseigne          |  | PS    | 2011     | 12 786     |
| Saint-Loubès           | Emmanuelle Favre         |  | SE    | 2020     | 10 057     |
| Saint-Médard-en-Jalles | Stéphane Delpeyrat       |  | DVG   | 2020     | 32 749     |
| Le Taillan-Médoc       | Éric Cabrillat           |  | DVD   | 2024     | 10 966     |
| Talence                | Emmanuel Sallaberry      |  | DVC   | 2017     | 45 869     |
| La Teste-de-Buch       | Patrick Davet            |  | LR    | 2020     | 27 141     |
| Villenave-d'Ornon      | Michel Poignonec         |  | DVD   | 2023     | 42 185     |